# Nikolai Bury
Nikolai Bury (* 19. Dezember 1979 in München) ist ein deutscher Filmschauspieler.

## Leben
Nikolai Bury gab sein Filmdebüt 1990 im Alter von elf Jahren in Caroline Links Abschlussfilm an der HFF München mit dem Titel Sommertage, der mit dem Kodak-Förderpreis ausgezeichnet wurde. Seine nächste Rolle hatte er ebenfalls im Jahr 1990 in der Tatort-Folge 230 Medizinmänner an der Seite von Götz George. Er spielte einen Jungen, der durch ein Schockerlebnis die Sprache verliert. 
Von 1990 bis 2006 verkörperte Bury in der von ZDF und ORF produzierten Familienserie Forsthaus Falkenau Peter Rombach, geboren als Peter Bellinghaus, der von Förster Martin Rombach nach dem Tod seiner Eltern adoptiert wird. Mit Abschluss der Staffel 17 im Dezember 2006 verlässt Martin Rombach das Forsthaus Falkenau und mit ihm auch seine Familie.